# 斎藤恵子
斎藤 恵子（さいとう けいこ、1950年2月20日 - ）は、日本の詩人・エッセイスト。詩誌「火片」「どぅるかまら」同人。

## 人物
岡山県岡山市の生まれ。岡山県立岡山操山高校を経て、岡山大学法文学部史学科卒業。企業勤めを経て2008年から2014年まで私立高校講師。日本文藝家協会会員、日本現代詩人会会員、日本詩人クラブ会員。岡山県詩人協会会員。
2009年、詩集『無月となのはな』（思潮社、2008年）にて第50回晩翠賞、第19回日本詩人クラブ新人賞を受賞。岡山市文化奨励賞、岡山芸術文化賞グランプリなど受賞。

## 著書
- 『樹間』思潮社、2004年。ISBN　978-4-7837-1931-1
- 『夕区』思潮社、2006年。ISBN　978-4-7837-2150-5
- 『無月となのはな』思潮社、2008年。ISBN　978-4-7837-3068-2
- 『海と夜祭』思潮社、2011年。ISBN　978-4-7837-3254-9
- 『夜を叩く人』思潮社、2015年。ISBN　978-4-7837-3490-1
- 『熾火をむなうちにしずめ』思潮社、2020年。ISBN　978-4-7837-3699-8
- 『九津見房子、声だけを残し』みすず書房、2020年。ISBN　978-4-622-08925-4　※評伝
- 『斎藤恵子詩集』思潮社〈現代詩文庫〉、2021年。ISBN　978-4-7837-1025-7